# Gabriele Fersini
Gabriele Fersini (Milano, 30 maggio 1970) è un chitarrista e cantante italiano.

## Biografia
All'età di 5 anni inizia a suonare il suo primo strumento, il clarinetto presso il conservatorio di Milano. A metà anni '80 si trasferisce con la famiglia dal comune di Bresso a Milano, interrompendo gli studi musicali. Proprio in questo periodo di pausa ed ascoltando i suoi CD preferiti decide di iniziare a suonare la chitarra, passando così dalla passione per la musica classica al rock.
Nel 1992 partecipa a un concorso che si svolge durante la trasmissione Domenica In, concorso che permetteva al vincitore di partecipare alla sezione Nuove Proposte del Festival di Sanremo 1993. Raggiunge la finale, che vedeva in gara anche Emanuela Pellegrino, Luca Virago e Luca Manca. Viene proclamato vincitore Luca Manca, comunque i finalisti avevano concordato in precedenza che chi avesse vinto avrebbe portato anche gli altri tre a Sanremo in qualità di "coristi d'eccezione". Fersini prende dunque parte alla manifestazione insieme agli altri tre cantanti con il brano Ci vuole molto coraggio non raggiungendo le finali, ma conoscendo nell'occasione la vincitrice della categoria Laura Pausini, con la quale avrebbe collaborato durante quell'anno ed il successivo.
Il primo tour mondiale, al fianco di Eros Ramazzotti, sfocia, al rientro in Italia, nell'esperienza del trio con Pino Daniele e Jovanotti, che è l'evento live italiano dell'anno.
Collabora con Fiorello nel 1994 e 1995, anno in cui tiene dei corsi all'Accademia di Milano.
Nel 1996 è autore per la Pausini il brano Che storia è, contenuto nel CD Le cose che vivi, ed inizia la sua collaborazione con Biagio Antonacci, col quale effettua il primo tour tra il 1997 ed il 1998, anno durante il quale collabora con Fausto Leali e nuovamente con Toto Cutugno, oltre ad occuparsi degli arrangiamenti dell'Album Mi fai stare bene dello stesso Antonacci, col quale nel 1999 prende parte ad un altro tour.
Nel 2000 si occupa insieme ad Antonacci degli arrangiamenti del brano O sì o no di Syria, contenuto nel CD Come una goccia d'acqua.
Nel 2000 incide e si occupa degli arrangiamenti del cd Tra te e il mare di Laura Pausini.
Nel 2001 incide e si occupa degli arrangiamenti del cd The Best of Laura Pausini - E ritorno da te di Laura Pausini.
Tra il 2001 ed il 2002 World Tour con Laura Pausini.
Tra il 2002 ed il 2003 altri Tour stavolta al fianco di Paola & Chiara e di Nek.
Tra il 2003 ed il 2004 World Tour al fianco di Eros Ramazzotti.
Nel 2004 torna al fianco di Laura Pausini collaborando al CD Resta in ascolto.
Nel 2005 World Tour con Laura Pausini.
Nel 2006 Tour Americano Juntos en concierto Tour 2006 con Laura Pausini, Marco Antonio Solís e Marc Anthony.
Nel 2007 varie partecipazioni al fianco di Laura Pausini oltre al suo mega-concerto allo stadio di San Siro a Milano.
Nel 2008 suona nel disco di Mietta Con il sole nelle mani.
Nel 2009 è stato impegnato per tutto l'anno con il "Word Tour Primavera in Anticipo" di Laura Pausini e con la registrazione del DVD del tour LauraLive, che lo ha portato a girare il mondo toccando vari paesi come il Canada, Belgio, Spagna, Finlandia e molti altri. Il 21 giugno del 2009 ha suonato ancora al fianco di Laura Pausini nel mega-concerto evento Amiche per l'Abruzzo.
Il 2011 segna il ritorno con Biagio Antonacci seguendolo negli eventi televisivi e live tra cui l'attesissimo concerto all'Arena di Verona e nel Colosseo a Roma.
Attualmente insegna a Milano presso il suo studio di registrazione, oltre che con Biagio Antonacci.
Strumentazione:
Fender Stratocaster USA Floyd rose
fender Telecaster Usa
valley arts custom pro 
Musicman lukather
Brunetti 059 
rocktron progap
Rocktron intellifex
Rocktron patchmate
Rocktron all access
Custom audio electronics 3+se
Brunetti silver bullet
Marshall tsl 100
Marshall 8008
Rocktron midimate
Peavey vandenberg 
Gibson les Paul custom
Gibson SG double neck
Kemper amplifier profiling
Kramer striker 
Boss tremolo 
Boss sd1

## Discografia
Voglio andare a vivere in campagna - Toto Cutugno - 1995

Le cose che vivi - Laura Pausini - 1996

Mi fai stare bene - Biagio Antonacci - 1998

Canzoni Nascoste - Toto Cutugno - 1998

Leali Live - Fausto Leali - 1999

Live in Palermo - Biagio Antonacci - 2000

Tra te e il mare - Laura Pausini - 2000

Gabry F - Fersini / Fargetta - 2001

Come una goccia d'acqua - Syria - 2001

The Best Of - Laura Pausini - 2001

Un sogno nelle mani - Paolo Meneguzzi - 2001

Live 2001-2002 World Tour - Laura Pausini - 2002

I dieci comandamenti - Musical - 2002

Best of - Paolo Vallesi - 2003

Tra le mie canzoni - Biagio Antonacci - 2003

Resta in ascolto - Laura Pausini - 2004

Live in Paris - Laura Pausini - 2005

Io canto - Laura Pausini - 2006

Live in San Siro - Laura Pausini - 2007

Con il sole nelle mani - Mietta - 2008

Primavera in anticipo - Laura Pausini - 2008

Laura Live - Laura Pausini - 2009

DVD Amiche per l'Abruzzo - Concerto - 2010

Biagio Antonacci - COLOSSEO - Biagio Antonacci - 2011